# Praia das Maçãs

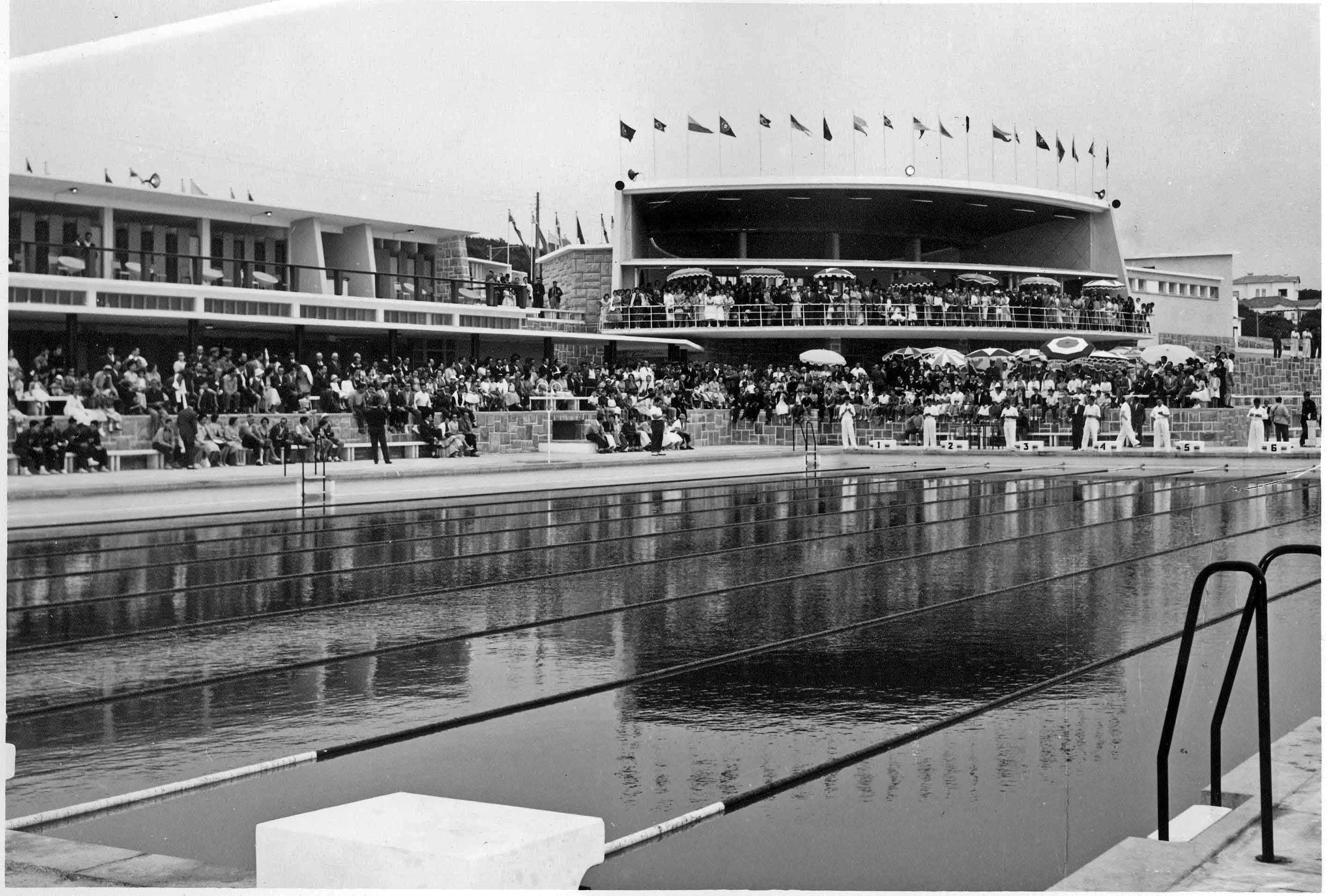
Inauguração da piscina da Praia das Maçãs, 1952.

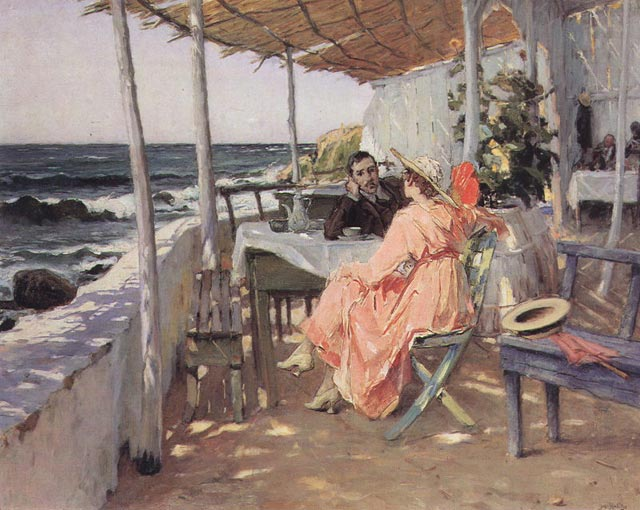
A esplanada sobre a praia em 1918, vista por Malhoa.

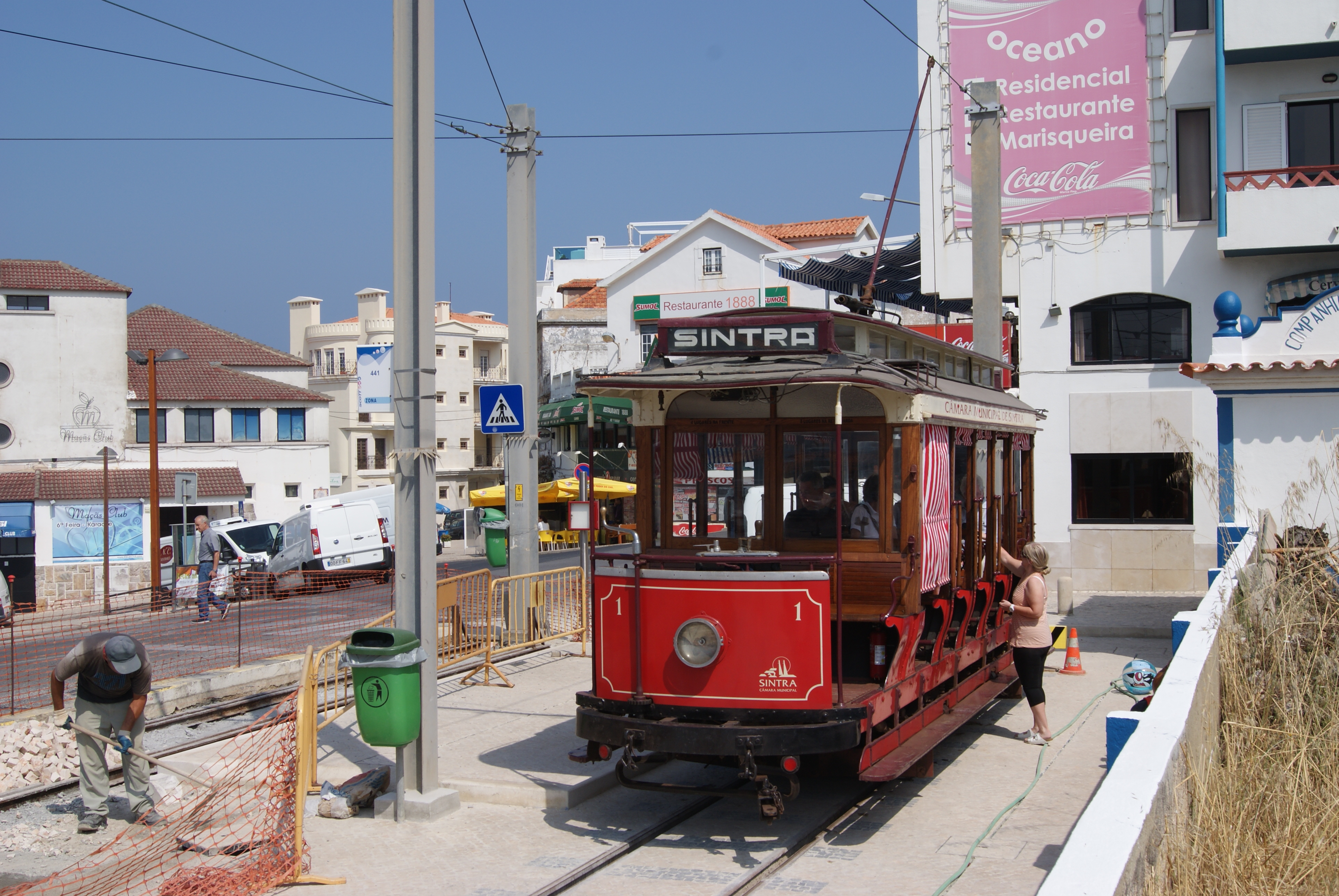
Término da linha do Elétrico de Sintra.

A Praia das Maçãs é uma estância balnear composta por praia e povoação epónima anexa, situada na costa da freguesia de Colares, no Município de Sintra, em Portugal.

## Descrição
O nome deve-se ao facto de nela desaguar a ribeira de Colares, a qual, atravessando pomares, transportaria, até à areia, frutos caídos.[carece de fontes?]
Ladeada de restaurantes, possui piscina de água salgada, instalações desportivas e parque infantil. É, por vocação, a praia dos habitantes de Sintra e Colares, localidades às quais está ligado por estrada e (desde 1904) pelo elétrico de Sintra.

## História
O pintor José Malhoa retratou a vida balnear local no seu quadro Praia das Maçãs, pintado a óleo sobre madeira em 1918.
Durante a II Guerra Mundial, a Praia das Maçãs acolheu centenas de refugiados, em especial holandeses.
Nesta praia foi gravado em 2009 o videoclipe de Amazing, da cantora romena Inna.
Na madrugada do dia 14 de janeiro de 2015, houve um naufrágio nesta zona na qual embarcavam 6 pescadores, um deles conseguiu nadar até à praia e deu o alerta.